# Кечово (округ Рожнява)
Кечово (словац. Kečovo) — село в окрузі Рожнява Кошицького краю Словаччини, історична область Гемера. Площа села 13,58 км². Станом на 31 грудня 2016 року в селі проживав 351 житель.

## Історія
Перші згадки про село датуються 1272 роком.

## Населення
| Рік:            | 1994. | 2004.    | 2014.   | 2024.    |
| --------------- | ----- | -------- | ------- | -------- |
| Кількість осіб: | 467   | 397      | 371     | 306      |
| Різниця:        |       | -14,98 % | -6,54 % | -17,52 % |

| Рік:            | 2023. | 2024. |
| --------------- | ----- | ----- |
| Кількість осіб: | 306   | 306   |
| Різниця:        |       | +0 %  |